# KOUHEI MATSUSHITA LIVE TOUR 2024 〜R&ME〜
『KOUHEI MATSUSHITA LIVE TOUR 2024 〜R&ME〜』は、2024年6月26日にビクターエンタテインメントよりリリースされた、松下洸平の2枚目の映像作品。Blu-rayとDVDの2形態でリリースするとともに、同タイトルのライブCDアルバムも同時リリースされた。

## 概要
2024年1月20日から2024年3月14日まで行われたライブツアー『KOUHEI MATSUSHITA LIVE TOUR 2024 〜R&ME〜』より、2024年3月14日に行われた東京ガーデンシアターでのツアーファイナル公演のライブ本編映像全17曲を収録。2024年4月27日に宮城で開催された音楽フェス「ARABAKI ROCK FEST.24」の出演ステージ上でリリースすることを発表した。
2024年7月8日付の「オリコン週間ミュージックDVD・BDランキング」で初登場1位を獲得。自身初のオリコン週間音楽ランキングで1位獲得作品となった。

## 収録内容
本編
1. All Day Long
2. Magical Hour
3. MUSIC WONDER
4. This is my love
5. You&Me
6. リズム
7. BET
8. FLY&FLOW
9. Way You Are
10. KISS
11. 漂流
12. Wake
13. FLYFLY
14. 君を想う
15. たんぽぽ
16. STEP!
17. ノンフィクション

特典映像
- Blu-rayのみ
  - Behind the Scenes of “R&ME”

副音声
- DVDのみ
  - 松下洸平のぼっちコメンタリー“R&ME”

付属
- Blu-ray/DVD共通
  - ブックレット（68ページ）

## ライブCD
『KOUHEI MATSUSHITA LIVE TOUR 2024 〜R&ME〜』は、2024年6月26日にビクターエンタテインメントよりリリースされた、松下洸平の1枚目のライブ・アルバム。
2024年3月14日に行われた東京ガーデンシアターでのツアーファイナル公演のライブ本編を音源化して収録。

### 収録曲
| #         | タイトル                                                       | 作詞  | 作曲・編曲 | 時間 |
| --------- | -------------------------------------------------------------- | ----- | ---------- | ---- |
| 1.        | 「All Day Long (Live at 東京ガーデンシアター 2024.03.14)」     |       |            | 4:03 |
| 2.        | 「Magical Hour (Live at 東京ガーデンシアター 2024.03.14)」     |       |            | 4:33 |
| 3.        | 「MUSIC WONDER (Live at 東京ガーデンシアター 2024.03.14)」     |       |            | 4:22 |
| 4.        | 「This is my love (Live at 東京ガーデンシアター 2024.03.14)」  |       |            | 3:43 |
| 5.        | 「You&Me (Live at 東京ガーデンシアター 2024.03.14)」           |       |            | 4:24 |
| 6.        | 「リズム (Live at 東京ガーデンシアター 2024.03.14)」           |       |            | 3:28 |
| 7.        | 「BET (Live at 東京ガーデンシアター 2024.03.14)」              |       |            | 3:27 |
| 8.        | 「FLY&FLOW (Live at 東京ガーデンシアター 2024.03.14)」         |       |            | 5:22 |
| 9.        | 「Way You Are (Live at 東京ガーデンシアター 2024.03.14)」      |       |            | 3:47 |
| 10.       | 「KISS (Live at 東京ガーデンシアター 2024.03.14)」             |       |            | 5:31 |
| 11.       | 「漂流 (Live at 東京ガーデンシアター 2024.03.14)」             |       |            | 3:24 |
| 12.       | 「Wake (Live at 東京ガーデンシアター 2024.03.14)」             |       |            | 3:55 |
| 13.       | 「FLYFLY (Live at 東京ガーデンシアター 2024.03.14)」           |       |            | 4:36 |
| 14.       | 「君を想う (Live at 東京ガーデンシアター 2024.03.14)」         |       |            | 5:05 |
| 15.       | 「たんぽぽ (Live at 東京ガーデンシアター 2024.03.14)」         |       |            | 4:20 |
| 16.       | 「STEP! (Live at 東京ガーデンシアター 2024.03.14)」            |       |            | 4:28 |
| 17.       | 「ノンフィクション (Live at 東京ガーデンシアター 2024.03.14)」 |       |            | 4:30 |
| 合計時間: | 合計時間:                                                      | 72:58 |            |      |

### 特典
- “R&ME”スペシャルポスター

## メンバー
- 松下洸平 - ボーカル
- カンノケンタロウ - バンドマスター・ギター
- Takayasu Nagai - ベース
- 海老原諒 - ドラム
- 平野晋介 - キーボード
- KenT - サックス
- 足立賢明 - マニピュレーター ※日替わり
- 花井諒 - マニピュレーター ※日替わり